# Cratere Santos-Dumont
Santos-Dumont è un cratere lunare di 8,8 km situato nella parte nord-orientale della faccia visibile della Luna.